# François Chabas

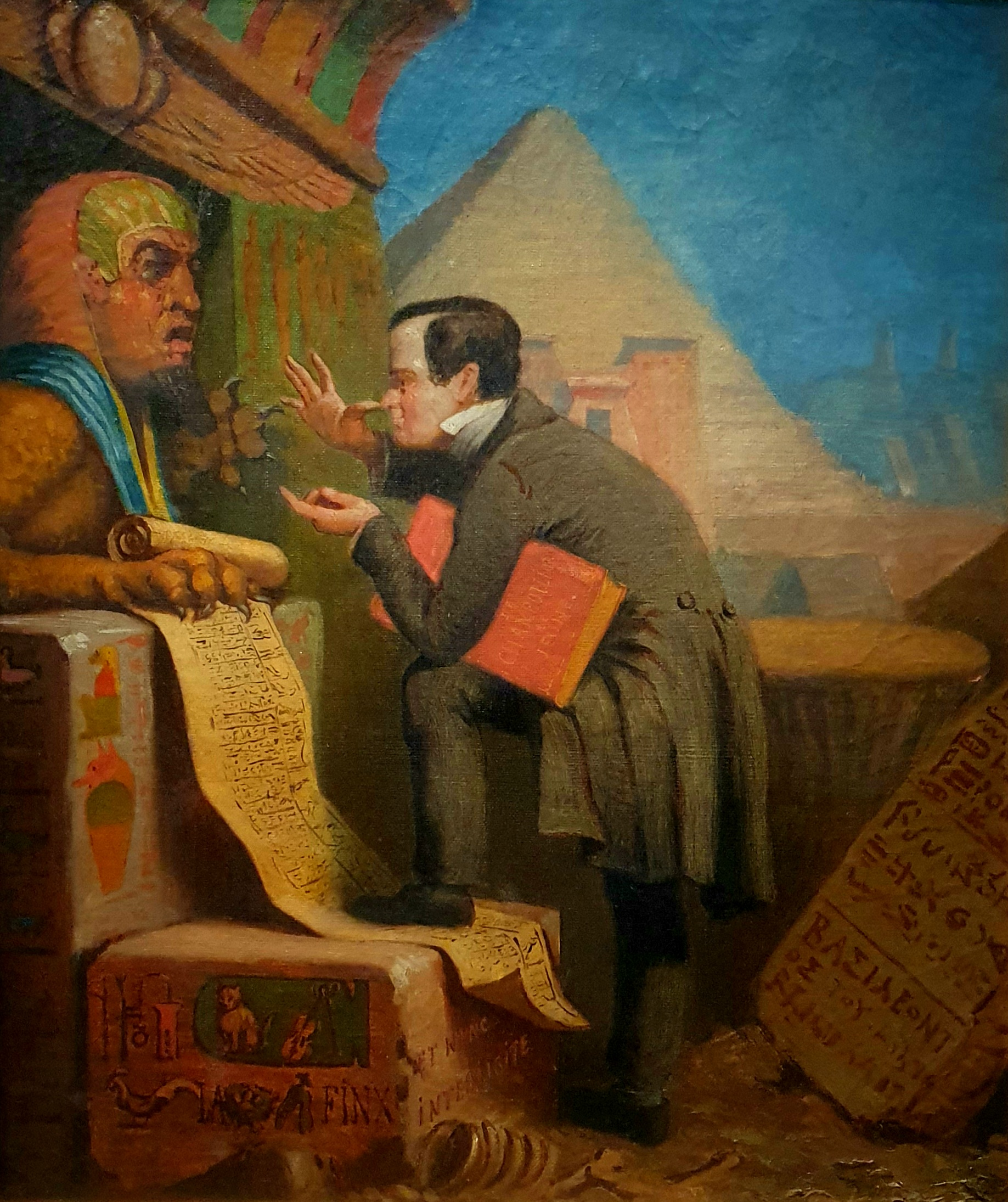
François Chabas und die Sphinx (allegorische Malerei)

François Chabas (* 2. Januar 1817 bei Briançon; † 17. Mai 1882 in Versailles) war ein französischer Ägyptologe.

## Leben und Werk
François Chabas wurde 1817 in Briançon geboren, von wo er mit seinem Vater, einem alten Offizier Napoleons I., 1826 nach Chalon-sur-Saône zog. Dort wurde er für den Kaufmannsstand ausgebildet und trat 1831 in ein Handelshaus zu Nantes ein. Nebenbei hatte er sich autodidaktisch ansehnliche Sprachkenntnisse erworben (außer mehreren lebenden Sprachen verstand er Latein, Griechisch und Hebräisch) und erweiterte diese noch.
1848 kehrte Chabas nach Chalon zurück und betrieb dort zunächst Handelsgeschäfte. Dann wandte er sich, durch anthropologische Arbeiten angeregt, dem Studium der altägyptischen Sprache zu. Die  Hieroglyphen studierte er einzig nach Champollions Grammatik zu und veröffentlichte schon nach wenigen Jahren sein erstes Werk: D’une inscription historique du règne de Séti I (Chalon-sur-Saône 1856), eine wichtige Abhandlung über die Ausbeutung der Goldminen durch die alten Ägypter, welche die Aufmerksamkeit berühmter Ägyptologen, sogar des Auslands, erregte.
Weiterhin verfasste Chabas Mémoire sur l’inscription d’Ibsamboul (1859), Le papyrus magique Harris (Chalon 1861) und Mélanges égyptologiques (3 Serien in 4 Bänden, Châlon und Paris 1862–1873), eine Folge von Abhandlungen, worin durch die analytische Methode zahlreiche für die Geschichte, Geographie und Chronologie des alten Ägypten wichtige Tatsachen festgestellt werden. Sorgfältig durchforschte er dann alle Dokumente, die sich auf zwei wichtige Geschichtsepochen Ägyptens beziehen: die Eroberung des Landes durch die Hyksos und die Zeit ihrer Vertreibung. Ebenso studierte er die authentischen Nachrichten, welche die Hieroglyphen darbieten, um die Grenze der historischen und prähistorischen Zeiten genau zu bestimmen. Hierauf beziehen sich folgende Werke:
- Les pasteurs en Égypte. Amsterdam 1868.
- Études sur antiquité historique d’après les sources égyptiennes et  les monuments réputés préhistoriques. Amsterdam 1872.
- Recherches pour servir à l’histoire de la XIXme dynastie et spécialement à celle des temps de l’Exode. Amsterdam 1873.

Andere Veröffentlichungen von Chabas sind:
- Recherches sur le nom égyptien de Thèbes. 1863.
- Les papyrus hiératiques de Berlin. 1864.
- Revue rétrospective à propos de la publication de la liste royale d’Abydos. 1865.
- Voyage d’un Égyptien en Syrie, en Phénicie, en Palestine au quatorzième siècle avant notre ère. Paris 1866 (Analyse eines Papyrus des Britischen Museums).
- L’inscription hiéroglyphique de Rosette, analysée et comparée à la version greque. Chalon 1867.
- Traduction des inscriptions de l’obélisque de la Place de la Concorde à Paris. 1868.
- Réponse à la critique. 1868 (scharfe Zurückweisung einer Kritik von Brugsch).

Ferner schrieb Chabas zahlreiche Aufsätze für Fachzeitschriften, so u. a. für die Revue archéologique, die Zeitschrift für ägyptische Sprache und Altertumskunde sowie für die Berichte der Akademie zu Amsterdam. Auch prähistorische Forschungen beschäftigten ihn viel, wie die Werke Une couche abondante de crinïdes fossiles de l’espèce Pentacrinus und Sur les silex de Volgu (1874) bezeugen. Von 1876 bis 1880 gab Chabas die Zeitschrift: L’Égyptologie, heraus. Seine letzte Arbeit war Les libations chez les anciens Égyptiens (= Abhandlungen des Congrès provincial des orientalistes, St.-Etienne. Band 2). Seine kleineren Aufsätze wurden gesammelt herausgegeben von Gaston Maspero unter dem Titel Œuvres divers (mit einer biographischen Einleitung, in der Bibliothèque égyptologique. Paris 1899 ff.).
Chabas war Mitglied mehrerer gelehrter Gesellschaften, vor allem des Institut égyptien und Präsident des Conseil départemental des Départements Saône-et-Loire zum Schutz der Handels- und Gewerbeinteressen. 
In den letzten Jahren von schwerer Krankheit heimgesucht, starb Chabas am 17. Mai 1882 im Alter von 65 Jahren in Versailles.